# David Bingham
David Bingham (ur. 19 października 1989 w Castro Valley) – amerykański piłkarz występujący na pozycji bramkarza, od 2024 zawodnik Charlotte FC.

## Kariera klubowa
Bingham wychowywał się w mieście Pleasanton w Kalifornii. Jego starsza siostra Kim Bingham również uprawiała piłkę nożną – występowała w kobiecej reprezentacji Stanów Zjednoczonych. Uczęszczał do California High School w San Ramon, równocześnie z powodzeniem występował w młodzieżowym klubie Mustang United. W 2007 roku przebywał na testach we włoskim Cagliari Calcio. W późniejszym czasie studiował na Uniwersytecie Kalifornijskim w Berkeley, grając w tamtejszej uczelnianej drużynie California Golden Bears. Był testowany w angielskim Fulham FC, jednak nie znalazł tam zatrudnienia i ostatecznie w styczniu 2011 za pośrednictwem programu Generation Adidas podpisał umowę z San Jose Earthquakes.
W Major League Soccer zadebiutował 8 października 2011 w wygranym 2:1 spotkaniu z New England Revolution. Przez pierwsze trzy lata pozostawał jednak rezerwowym dla doświadczonego Jona Buscha. W sezonie 2012 zajął z Earthquakes pierwsze miejsce w konferencji zachodniej, zdobywając trofeum Supporters' Shield. W listopadzie 2013 przebywał na testach w duńskim FC København, zaś w lutym 2014 udał się na wypożyczenie do San Antonio Scorpions, występującego na drugim szczeblu rozgrywek – North American Soccer League. Tam spędził sześć miesięcy jako podstawowy golkiper, po czym został wypożyczony na pół roku do norweskiego drugoligowca Strømmen IF. W Norwegii również pełnił rolę pierwszego bramkarza, a bezpośrednio po powrocie do Earthquakes wywalczył sobie miejsce między słupkami. Przez kolejne trzy lata miał niepodważalne miejsce w składzie, będąc wyróżniającym się golkiperem rozgrywek.
W styczniu 2018 Bingham przeniósł się do Los Angeles Galaxy. W latach 2022–2023 grał w Portland Timbers, a w 2024 przeszedł do Charlotte FC.

## Kariera reprezentacyjna
W seniorskiej reprezentacji Stanów Zjednoczonych Bingham zadebiutował za kadencji selekcjonera Jürgena Klinsmanna, 5 lutego 2016 w wygranym 1:0 meczu towarzyskim z Kanadą.